# Несчастный случай (группа)
Несча́стный слу́чай — советская и российская джаз-рок-группа, образованная в 1983 году Алексеем Кортневым и Валдисом Пельшем.

## История группы
В 1983 году на пробах в Студенческий театр МГУ познакомились два первокурсника Московского госуниверситета — Алексей Кортнев с механико-математического факультета и Валдис Пельш с философского. Ими 13 сентября был создан дуэт «Несчастный случай», первое выступление которого состоялось 30 декабря того же года на смотре самодеятельности мехмата МГУ, где дебютанты исполнили свою первую песню — «Гоняясь за бизоном».
Вскоре к Кортневу и Пельшу присоединился саксофонист Павел Мордюков, также учившийся в МГУ (географический факультет).
В 1987 году к ним присоединился ещё один студент мехмата МГУ — Сергей Чекрыжов, которого Кортнев попросил подыграть на аккордеоне в песне «Овощное танго» на концерте в детском лагере. Позже Чекрыжову была дана должность клавишника и основного композитора группы. В 1988 году в состав «Несчастного случая» вошёл барабанщик Вадим Сорокин, игравший в Студенческом театре.
Группа быстро стала популярной среди московских студентов благодаря постановке спектаклей «Межсезонье», «Сад идиотов» и «Кабаре «Синие ночи ЧК»». С последним шоу коллектив побывал в Финляндии, Германии, Великобритании, Испании и США.
В 1987 году песни из цикла «Межсезонье» были опубликованы на пластинке в журнале «Кругозор».
На телеэкранах группа впервые появилась в 1988 году в КВН с песней «Нам привезли компьютер». Тогда «Несчастный случай» входил в состав команды МГУ. Позднее, в 1989 году, группа принимала участие в программе «Взгляд», в которой сначала показывали живые выступления, а затем были сняты первые два клипа — «Радио» и «Оставьте меня». После участия во «Взгляде» Кортнева и Пельша пригласили работать на АТВ, где они снимали новые клипы, писали музыку к заглавной заставке телекомпании, участвовали в создании программы «Оба-на!». Затем пытались выпускать свои проекты — «Дебилиада» и «Кабаре „Синие ночи“», которые не увенчались успехом.
22 октября 1994 года вышел дебютный альбом Троды плудов. Работа над записью продолжалась около 5 лет. Альбом получил самые лестные отзывы. «Открытие… Альбом на редкость цельный и законченный… Очень грамотно, четко сыграно и хорошо записано», — написала «Общая газета». «Пластинку надо иметь, а если не иметь, то иметь в виду. Это стильно и самобытно, то есть — своего рода явление», — написал журнал «New Hot Rock». Песни «Снег идёт», «Радио», «Уголочек неба», «Армагеддон», «Ouh, baby» и «Hey, Boy!» стали популярны на радиостанциях, а поклонники признали Троды плудов лучшим альбомом группы. Зрители до сих пор регулярно просят на концертах сыграть альбом целиком. Приходится играть с Тродов плудов только самые сильные хиты.
Воодушевлённые успехом альбома «Троды плудов», музыканты стали записывать свой второй диск. В процессе записи родилась концепция альбома — радиоконцерт с дикторскими преамбулами. Для реализации такой идеи к записи было привлечено более 30 артистов и музыкантов (в том числе оркестр Мерзляковского училища при Московской консерватории имени П. И. Чайковского, группа «Квартал», телеведущие Игорь Кириллов и Татьяна Судец). Запись проходила в студии при ДК им. Горького по ночам, и через семь месяцев после «Тродов Плудов» на свет появился самый эклектичный и сложный альбом «Несчастного случая» «Mein Lieber Tanz». Рецензии снова были самые восторженные.
3 ноября 1996 «Несчастный случай» выпустил диск «старых-новых» песен под названием «Межсезонье», в основу которого легли песни 1985—1988 годов, чуть позже вошедшие в одноимённый спектакль.
В конце 1997 года вследствие невозможности совмещать работу в группе и на телевидении в академический отпуск ушёл Валдис Пельш. В том же году бас-гитарист Андрей Гуваков и Павел Мордюков создали собственный лейбл «Несчастного случая» под названием «Delicatessen», на котором был выпущен альбом «Это любовь», ставший самым коммерчески успешным альбомом.
В 1999 году музыканты открыли собственную студию «Дом композитора», в которой был записан пятый альбом «Чернослив и курага». Альбом впервые был встречен критиками довольно прохладно — группу обвинили в попытке повторить успех альбома «Это любовь».
В 2003 году выходит альбом «Последние деньки в раю», куда вошёл ротировавшийся на радио и телевидении хит «На фиг, на фиг». Через несколько лет Кортнев признался, что в тот момент группа собиралась закончить своё существование, и перед «распадом» отыграла для друзей два концерта в театральном центре. Бурный приём публики и полученное удовольствие от исполнения собственных композиций убедили «Несчастный случай» продолжить свою деятельность.
Осенью 2004 года к своей 21-й годовщине команда представила большое концертное шоу «Zirkus» в Государственном концертном зале «Россия». В программе прозвучали песни НС в неожиданных аранжировках, а вокальные партии вместе с Алексеем Кортневым исполнили друзья команды — Максим Леонидов, Андрей Макаревич, Дмитрий Певцов и другие. Запись программы была показана на канале НТВ, но не была выпущена на DVD. В результате запись концерта была выпущена в виде аудиодиска, став единственным официальным концертным альбомом команды.
Сборник лучших песен «Лучшее — враг хорошего» вышел в 2008 году перед 25-летним юбилеем группы. Сам юбилей группа с большой помпой в лучших своих традициях иронично-артистических шоу отметила осенью 2008 года во МХАТе.

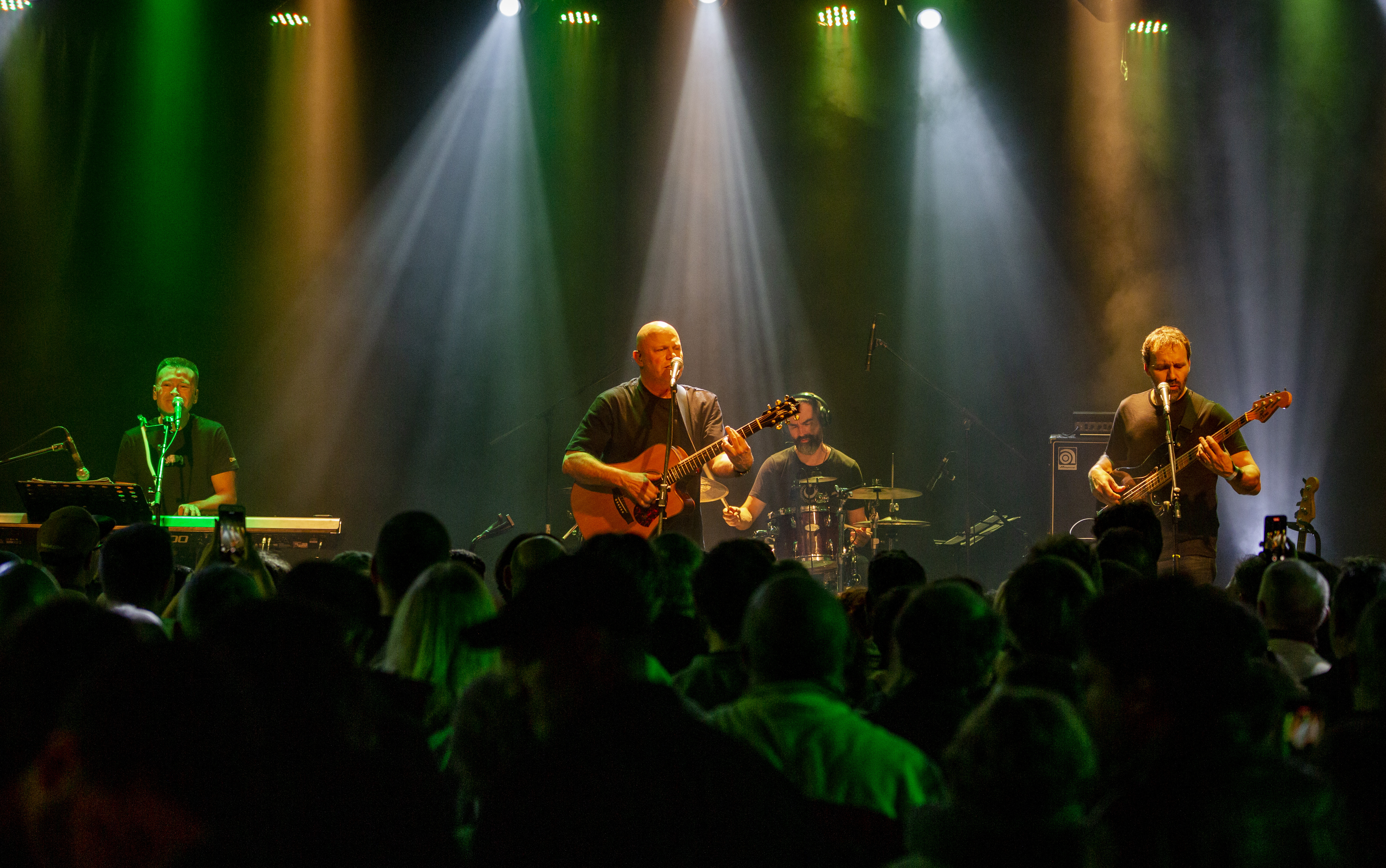
Группа «Несчастный Случай». Концерт в Израиле. 2023

В сентябре 2010 года после ссоры с Алексеем Кортневым группу покинул барабанщик Павел Черемисин, отыгравший в группе 12 лет — дольше всех остальных ударников группы. Обычно барабанщики играли в составе группы не более пяти лет. На смену ему пришёл Павел Тимофеев, который до этого занимался сольными проектами. 13 октября 2010 года вышел в свет альбом «Тоннель в конце света».
В течение 2012—2013 годов группа провела масштабный гастрольный тур по России под названием «Тридцатилогия», посвящённый 30-летию «НС». Завершился тур 30 ноября 2013 года большим юбилейным концертом в московском «Крокус Сити Холле». В этот же день состоялся релиз альбома «Гоняясь за бизоном», куда вошли ранее не издававшиеся песни 1983—1993 годов.
В 2014 году «Несчастный случай» выпускает альбом «Кранты» с подзаголовком «Кино, которого не будет». Весь альбом выстроен так, будто бы звучит звуковая дорожка игрового фильма. Между песнями записаны дополнительные треки, в исполнении актёров театра и кино. В течение 2013—2015 годов на треки альбома были сняты три музыкальных клипа — «Суета сует», «Робот Виталий» и «Я офигеваю, мама». В 2013 году Сергей Чекрыжов исполнил на концерте песню «Суета сует» вместо Алексея Кортнева. Публика с восторгом приняла эксперимент, таким образом, в альбом вошло две версии исполнения этой песни.
В 2016—2018 годах группа выпускает синглы «Патриот» и «Плохой танцор», на которые были сняты музыкальные клипы. Клип «Патриот» вызывал широкий общественный резонанс, казачье сообщество намеревалось проверить его содержание на экстремизм. Особенно сильно возмущены патриотически настроенные блогеры. Авторы клипа старались сделать образы героев стереотипными, узнаваемыми каждым человеком. Алексей Кортнев исполнил роль Никиты Михалкова, Роман Мамаев — байкера Александра Залдостанова, известного под псевдонимом «Хирург». Алексей Кортнев назвал песню нехарактерной для своей группы, поскольку ранее в текстах не звучали такие прямолинейные высказывания.
В 2018 году группа проводит очередной гастрольный тур под названием «Что мы имели в виду?», посвящён он 35-летию коллектива. Первые концерты тура начались ещё в 2017 году, тогда в состав группы вновь ненадолго вернулся Валдис Пельш. На этот раз он участвовал не только в концертах в Москве, но и в целом во всём туре. Программу музыканты готовили полгода, в неё были включены песни, которые не исполнялись уже на протяжении многих лет. Кроме того, были написаны новые, в том числе песня под названием «Что мы имели в виду?».
В 2019 году группа ставит спектакль «В городе Лжедмитрове», сценарий и песни для которого написаны Алексеем Кортневым. Режиссёром-постановщиком выступил Максим Виторган, главные роли исполнили Сергей Белоголовцев, Кристина Бабушкина и участники группы «Несчастный случай». Альбом стал вторым по счёту из тех, средства на которые собирают поклонники группы.
В 2020 году группа запускает на YouTube проект «Музыка на карантине». Музыканты, находясь в режиме самоизоляции, посредством видеосвязи записывают песни — как новые, как и свои известные хиты, а также народные песни. Кроме «Несчастного случая», в записях принимают участие известные артисты и музыканты: Андрей Макаревич, Олег Филимонов, Юрий Стоянов, Нонна Гришаева, Леонид Барац, Лариса Долина, Кристина Бабушкина.
В 2021 году была создана развлекательно-познавательная передача «МузФак. Кафедра занимательной песни» совместно с «РД Студией». Выпуски выходят на Ютуб-каналах «Валдис Пельш» и «Несчастный случай».
Группа исполняет советские песни (известные и малоизвестные) в новых аранжировках. Об истории возникновения песен рассказывают Михаил Чумалов и Василий Соловьёв-Седой.
Съёмки выпусков проходят в здании Центрального Дома актёра имени А. А. Яблочкиной. Передача просуществовала до января 2022 года.
В 2022 году «Несчастный случай» ежемесячно проводит онлайн-концерты «Среда НС», которые ведёт из «Секретной студии». Исполняет песни из своего репертуара по заявкам слушателей, общается со зрителями в чате и по видеосвязи, приглашает в группу гостей — известных актёров, музыкантов и поэтов. Все песни исполняются исключительно в акустическом варианте, поскольку идея проекта пришла после создания в конце 2021 года новой акустической программы «Ламповый концерт».
В 2022 году из коллектива ушли 2 участника — саксофонист Павел Мордюков и бас-гитарист Роман Мамаев. Причины их ухода коллектив не озвучил.
В середине 2023 «Несчастный случай» оказался в списках запрещённых музыкальных исполнителей.
13 января 2025 года группа в своих официальных социальных сетях выпускает музыкальный анимационный клип на новый сингл «Луна над Балабаново», снятый мультипликатором Сергеем Афиногентовым. Это стали первый клип и сингл за пять лет.

## Несчастный случай и «Квартет И»
Группа давно и плодотворно сотрудничает с сатирическим театром «Квартет И». Результат этого сотрудничества — спектакли «День радио» и «День выборов», в которых звучат песни группы. Развивая успех «Дня радио», театр запустил спектакль «День выборов», успех которого, в свою очередь, вдохновил на создание экранизации. Замкнул тетралогию фильм «День радио».
Годы выпуска:
- 2001 — День радио (спектакль)
- 2003 — День выборов (спектакль)
- 2007 — День выборов (фильм)
- 2008 — День радио (фильм)
- 2011 — О чём ещё говорят мужчины

### «День радио»
При работе над музыкой к спектаклю «День радио» Алексей Кортнев поставил себе задачу: написать пародии на музыкальные жанры всех направлений — от хард-рока до блатного романса. «Несчастный случай» под видом вымышленных музыкальных групп исполняет в спектакле все пародийные музыкальные номера. Однако юбилейный спектакль, посвящённый 5-летию постановки, явился, по сути, трибьютом группы — песни «Несчастного случая» исполняли другие группы и артисты.
В фильме же «День радио» звучат совсем другие песни других исполнителей и групп (все — под своими настоящими именами). Единственная песня «Несчастного случая», присутствующая и в спектакле, и в фильме, — «Радио».

### «День выборов»
В спектакле «День выборов» «Несчастный случай» использовал тот же приём, что и в «Дне радио»: музыкальные пародии якобы исполняют разнообразные «группы» различных стилей.
В фильме «День выборов» музыку группы исполняют только другие исполнители (под вымышленными пародийными названиями). Песни, в основном, совпадают с композициями из спектакля; совпадают, в основном, и пародийные названия вымышленных «групп». Однако, как и в случае «Дня радио», саундтреки в паре спектакль-фильм являются самостоятельными альбомами.
В «Дне выборов» Алексей Кортнев играет казачьего атамана Парамонова.

## Дуэт «Частный случай»
С 2014 года Алексеем Кортневым и Сергеем Чекрыжовым организовано ответвление группы — дуэт «Частный случай». Дуэт проводит самостоятельные выступления, иногда даже замещая концерты самой группы. В репертуар входят переработанные, акустические версии известных песен группы «Несчастный случай». Исполняются они под гитару, аккордеон или рояль.

## Состав

### Текущий состав
| Фото | Имя             | Роль в группе                                                         | Годы участия         |
| ---- | --------------- | --------------------------------------------------------------------- | -------------------- |
|      | Алексей Кортнев | вокал, электрогитара, акустическая гитара, бубен, кабаса, автор песен | 1983—настоящее время |
|      | Сергей Чекрыжов | клавишные, вокал, аккордеон, трещотка, композитор, аранжировщик       | 1987—настоящее время |
|      | Дмитрий Чувелёв | бас-гитара, гитара, акустическая гитара, вокал                        | 1995—настоящее время |
|      | Павел Тимофеев  | ударные                                                               | 2010—настоящее время |

### Бывшие участники
- Валдис Пельш — вокал, перкуссия, ударные[8], флейта[9], бас-гитара[10] (1983—1997, с 1997 года находится в «творческом отпуске», принимая участие в некоторых записях и концертных программах группы)
- Павел Мордюков — саксофон, духовой контроллер, перкуссия, манок, гитара, бэк-вокал (1985—2022)
- Сергей Денисов — саксофон (1987—1988)
- Вадим Сорокин — ударные (1988—1993)
- Андрей Гуваков — бас-гитара (1989—2001)
- Дмитрий Морозов — ударные (1993—1999)
- Павел Черемисин — ударные (1998—2010)
- Павел Гонин — перкуссия, вокал (1999—2005)
- Роман Мамаев — бас-гитара (2001—2022)

## Клипы
- 1989 — «Радио» (режиссёры — А. Кортнев, В. Пельш)
- 1989 — «Оставьте меня» (режиссёры — А. Кортнев, С. Денисов, В. Пельш)
- 1990 — «Зоология» (для программы «Оба-на!», режиссёры — А. Кортнев, С. Денисов, оператор В.Милетин)
- 1991 — «В уголочке неба» (режиссёры — А. Кортнев, С. Денисов, В. Пельш, оператор — В. Милетин)
- 1992 — «Запах пива» (для программы «50х50»)
- 1992 — «Генералы не дают мне спать» (режиссёры — А. Кортнев, С. Денисов, В. Пельш, оператор — В. Милетин)
- 1993 — «Oh, baby» (режиссёры — А. Кортнев, В. Пельш, оператор — В. Милетин)
- 1994 — «Прекрасная леди» (режиссёры — А. Кортнев, С. Денисов, В. Пельш, оператор — В. Милетин)
- 1995 — «Партия народа» (режиссёры — А. Кортнев, С. Денисов, В. Пельш, оператор — В. Милетин)
- 1996 — «Овощное танго» (режиссёры — А. Кортнев, С. Денисов, В. Пельш)
- 1997 — «Что ты имела в виду?» (режиссёр — Г. Константинопольский)
- 1997 — «Генералы песчаных карьеров» (для «Старых песен о главном»)
- 1997 — «Надежда» (совместно со звёздами «Старых песен о главном»)
- 1999 — «Песня без названия» (режиссёр — Е. Кончаловский)
- 2001 — «Будда» (режиссёр — В. Разгулин)
- 2004 — «На фиг, на фиг!» (режиссёр — Г. Орлов, оператор — В. Опельянц)
- 2009 — «С первого по тринадцатое» (режиссёр — А. Жигалкин)
- 2010 — «Шла Саша по шоссе» (режиссёр — С. Меринов)
- 2013 — «Суета сует» (с Чулпан Хаматовой, режиссёр и автор сценария — С. Меринов)
- 2014 — «Робот Виталий» (режиссёр — Н. Березовая)
- 2015 — «Я офигеваю, мама!» (режиссёр — К. Сёмин, оператор — К. Герра)
- 2016 — «Патриот» (режиссёр — А. Кортнев, операторы — М. Кукушкин, Д. Поляков)
- 2018 — «Плохой танцор» (режиссёр — И. Коноваленко)
- 2020 — «#нетрезведь» (на основе съёмок спектакля «В городе Лжедмитрове»)
- 2020 — «Мир во время чумы» (режиссёр — А. Кортнев)
- 2025 — «Луна над Балабаново» (режиссёр — С.Афиногентов)

## Дискография

### Студийные альбомы
- 1994 — Троды плудов
- 1995 — Mein Lieber Tanz
- 1996 — Межсезонье (песни 1985—1988 годов)
- 1997 — Это любовь
- 2000 — Чернослив и курага
- 2003 — Последние деньки в раю
- 2006 — Простые числа
- 2010 — Тоннель в конце света[11][12]
- 2013 — Гоняясь за бизоном (песни 1983—1993 годов)
- 2014 — Кранты

### Концертные альбомы
- 2005 — Zirkus (концерт 2004 года)

### Саундтреки
- 2002 — «День радио» — песни из одноимённого спектакля (в фильме «День радио» звучат в основном другие песни)
- 2007 — «День выборов» — песни из одноимённых спектакля и фильма
- 2020 — «В городе Лжедмитрове» — песни из одноимённого спектакля

### Синглы
- 1996 — «Межсезонье»
- 1997 — «Это любовь»
- 2009 — «С первого по тринадцатое»
- 2016 — «Патриот»
- 2018 — «Очень плохой танцор»
- 2025 — «Луна над Балабаново»

### Сборники
- 1998 — Самый сок
- 2008 — Лучшее — враг хорошего (двойной альбом)

## Музыка для телевидения
- 1990 — музыка к заставке «АТВ»[13]
- 1990 — «Оба-на!»
- 1995 — «Сам себе режиссёр»
- 1996 — «Нос» (на канале 2х2)
- 1999 — «Несчастный случай» (РЕН ТВ)

Помимо самой группы, клавишником Сергеем Чекрыжовым в 1989—2006 годах было написано большое количество музыки для каналов ОРТ, РТР, ТВ Центр и НТВ.

## Награды
- 1990 — премия «Best of the festival» Эдинбургского фестиваля любительских театров (за номер со стаканами «Мужские игры»)
- 1996 — премия «Золотой граммофон» (за песню «Овощное танго»)
- 1997 — премия «Золотой граммофон» (за песню «Что ты имела?»)
- 1998 — премия «Стопудовый хит» (за песню «Что ты имела?»)
- 1998 — премия «Золотой граммофон» (за песню из фильма «Генералы песчаных карьеров»)
- 2003 — премия «Золотой сайт 2003» (в номинации «Музыкальный сайт»)
- 2011 — награда фестиваля «Мультиматограф» (за клип «Шла Саша по шоссе»)